# 火鳥五
鳳凰座κ，又名CD-44 101，HD 2262、SAO 215092、HR 100，是鳳凰座的一颗恒星，视星等为3.94，位于銀經318.42，銀緯-72.68，其B1900.0坐标为赤經0h 21m 17.1s，赤緯-44° -72.68′ 5″。